# 美國職棒大聯盟無法被打破的紀錄列表

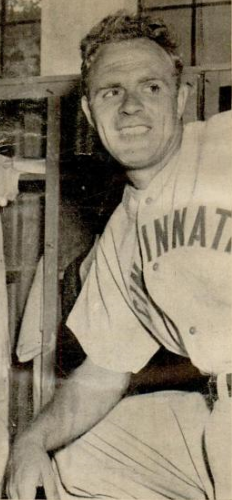
強尼·凡德·米爾生涯曾連續兩場先發投出無安打比賽，這也被生活雜誌評為大聯盟史上最難被打破的紀錄。

本列表統計的是美國職業棒球大聯盟百餘年歷史以來，被大家公認無法打破的紀錄，這些紀錄是從一些運動專欄作家、球員記錄等等而來。由於現今棒球規則的改變，導致現今的球員在數據上難以達成前人的「成就」，故以下的紀錄極有可能成為絕響。

## 投球紀錄

### 生涯511勝
由賽·揚在1890-1911年所創下。這項紀錄還包含了5次單季30勝以及15次單季20勝。生涯勝場數第二高的是417勝的華特·強森，強森是除了賽揚以外唯一一位生涯超過400勝的投手。但是強森的紀錄仍差了賽揚94場。1920年活球年代後，生涯最多勝的投手是363勝的華倫·史潘。現今球員若要達成此紀錄，必須要20年拿下單季25勝，才能拿下500勝。近代棒球只有1978年的羅恩·古德瑞、1980年的Steve Stone和1990年的鮑伯·威爾契投出單季25勝。
在2023球季結束後，如不計入剛好200勝後在季末宣布退休的溫賴特，則現役球員僅4位球員達成生涯200勝：40歲的賈斯丁·韋蘭德在這一年才終於突破250勝，也是目前唯一達到賽·揚一半的現役選手，剩下三位分別是扎克·格林基、麥斯·薛澤、克萊頓·克蕭，其中前兩人也都至少39歲，而將滿36歲的克蕭近年傷病狀況極為嚴重。現役勝投榜再往下一名的格里特·柯爾季末剛好滿33歲，而他連150勝都還不到。

### 單季60勝
由查爾斯·拉德布恩在1884年所創下。現今先發投手在5位先發輪替的情況下，平均一位先發投手單季只可先發33至34場。後援投手的出賽場次比先發投手多，但是後援投手要拿下勝投的機會不高。最後一位單季30勝的球員是1968年的Denny McLain，最後一位單季25勝的投手是1990年的鮑伯·威爾契。21世紀以後，只有2002年的藍迪·強森和2011年的賈斯丁·韋蘭德投出單季24勝。

### 生涯749次完投
由賽·揚在1890-1911年所創下。這項紀錄還包含了9次單季40次完投、18次單季30次完投以及92%的完投率（生涯先發815場也是大聯盟紀錄），最接近此紀錄的人是普德·蓋爾文，生涯646次完投。活球年代之後為華倫·史潘的382次完投為最佳紀錄。現今球員若要達成此紀錄，必須要連25季都投出單季30次完投，才能達到750次，但在現今講求投手分工的年代，教練不可能讓一名投手投這麼多局。在21世紀的球員裡，只有C·C·沙巴西亞（2008年的10次）和詹姆斯·席爾斯（2011年的11次）達成單季10次完投。
根據定義，完投的人必定是先發投手，而大聯盟史上除了賽·揚之外也只有諾蘭·萊恩和唐·薩頓的生涯先發次數高過749，葛瑞格·麥達克斯是大聯盟史上先發場數第四多的人，他在740場先發中完投109次。另外，若不考慮因特殊情況而提前結束比賽的情形，則一場完投至少要8局（客隊先發投手完投敗），749場完投則是5992局，大聯盟史上除了賽·揚之外也只有普德·蓋爾文的投球局數到達這個數字，而749場敗投比大聯盟史上目前敗投最多的兩個人（賽·揚的315敗和普德·蓋爾文的310敗）加起來還多。
21世紀以來，完投場次最多的人是哈勒戴的65場，連賽·揚的一成都不到。截至2023年球季結束，大聯盟現役球員的完投王是賈斯丁·韋蘭德，目前他的完投數為26次，先發場數是509，而現役球員單季最多完投場次才6場。

### 單季75次完投
由Will White在1879年所創下。20世紀後由傑克·切斯伯在1904年投出的48次完投為最佳紀錄。活球年代後的單季最多完投數是33次，由1920年的格羅佛·克里夫蘭·亞歷山大、1923年的柏雷·葛萊姆斯和1944年的Dizzy Trout所共同保持。現今先發投手單季最多也才35場左右，不可能打破這個紀錄。

### 單季連續完投場次39場、連續202場投球未被換下
由Jack Taylor在1904年所創下。該年他先發39場全數完投，生涯287場先發就完投279場也是大聯盟紀錄。1901年6月20日到1906年8月13日間，Taylor也寫下連續202場投球未被總教練換下的大聯盟紀錄。現今已不可能讓一名投手出賽這麼多場次及場場完投，否則極可能造成投手的手臂出現嚴重傷害，因而導致球員生涯提前結束。

### 生涯110次完封

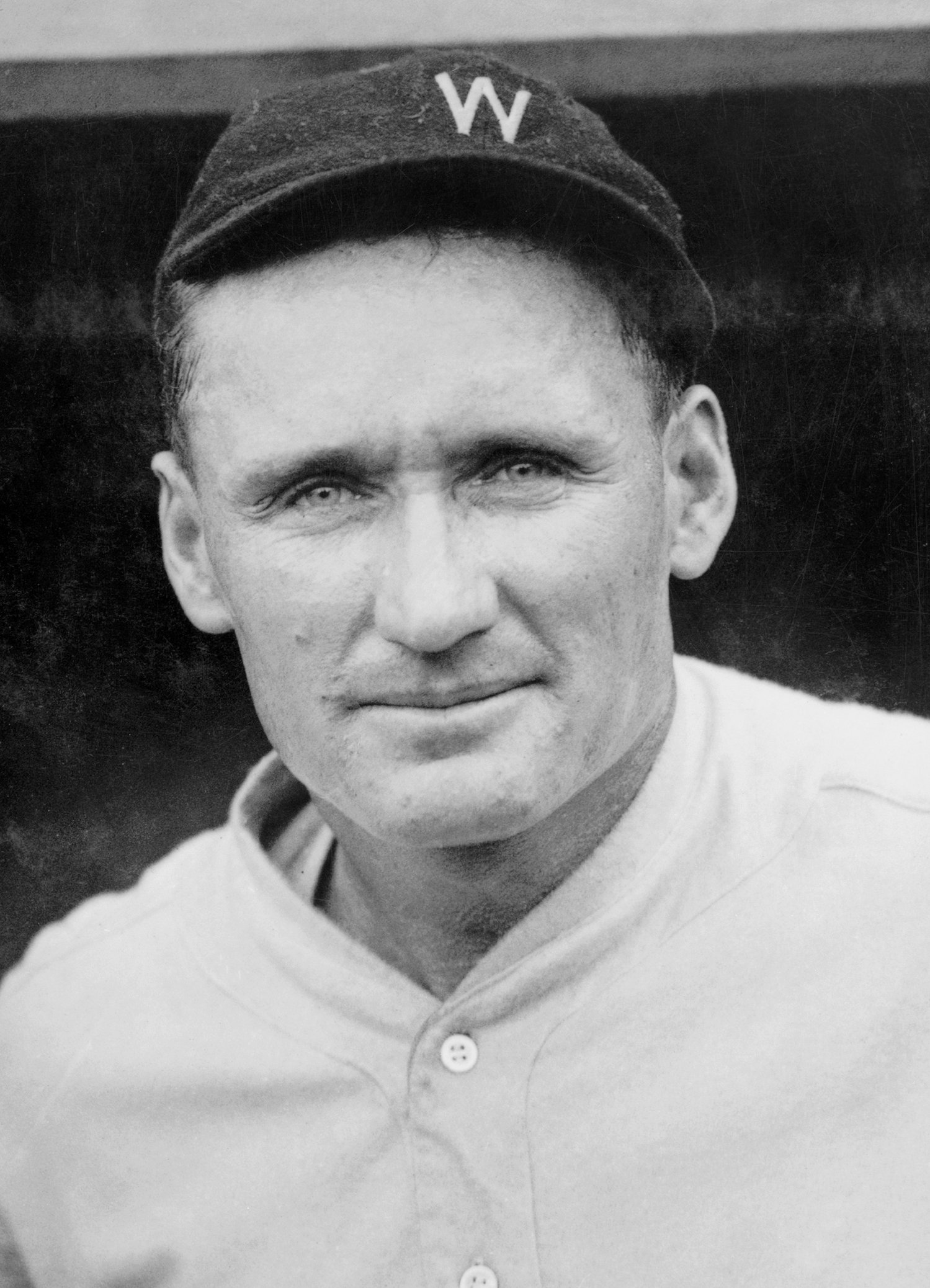
大聯盟歷史完封王華特·強森

由華特·強森在1907-1927年所創下。這項紀錄還包含11次的單季6次完封，這項紀錄更難能可貴的是投手必須在9局投球內未失一分。最接近此紀錄的人是格羅佛·克里夫蘭·亞歷山大，他生涯達成90次完封。華倫·史潘的63次完封是活球年代後的最佳紀錄。
如果要追平強森的紀錄，這名投手必須要連續22年至少完成單季5次完封。不過大聯盟從2010年代起，每季最多完封數的投手的平均完封數為3次，2017年後更是無人達成單季2場完封。此外，1992年到2019年間，所有投手累積的完封數為106次，還比強森一人累積的次數還少。
現役球員最多完封次數是克萊頓·克蕭，目前為15次，第二名則是賈斯丁·韋蘭德的9次。實際上，韋藍德的26次完投已經是現役球員中最多，依照現在大聯盟精細分工的投手運用方式，短期內可能連110次完投的人都不會有，更不用說110次完封了。

### 單季16場完封
由1876年的George Bradley和1916年的格羅佛·克里夫蘭·亞歷山大共同保持，而活球年代紀錄則是由1968年的鮑伯·吉卜森寫下，他那年投出13場完封。
2018年，國家聯盟和美國聯盟所有投手累積的完封數都沒超過13次，加上前面提到2017年後大聯盟就沒有投手的單季完封數能超過2次，也因此這項紀錄非常難以打破。

### 連續2場無安打
由紅人隊的強尼·凡德·米爾在1938年6月11日對上波士頓蜜蜂和15日對上布魯克林道奇時所創下，他在這兩場比賽合計投出了11次三振，卻保送了同樣多的11名打者。儘管他創下此紀錄，他的生涯成績卻是普普的119勝121敗。其中生活雜誌更把此紀錄評為大聯盟最難打破的紀錄。而米爾在紅人隊的隊友埃維爾·布萊克威爾成為最接近此紀錄的人，他在1947年6月18日對勇士投出無安打，6月22日對道奇前8局無安打，卻在9局上1出局被Eddie Stanky打出一壘安打。巧合的是，勇士隊的前身就是蜜蜂隊。
1988年，藍鳥隊的Dave Stieb在9月24日對印地安人和9月30日對上金鶯連續兩場投出2場8.2局的無安打，他在1989又投了一場8.2局的無安打比賽（這場在破功前甚至是完全比賽）。Stieb生涯總共在第九局搞砸過四場無安打比賽（第一場在1985年），而他生涯第一場無安打在1990年才投出來，這也是藍鳥隊隊史至今唯一的無安打比賽。
21世紀最接近此紀錄的人是麥斯·薛澤，他在2015年的6月14日對釀酒人和6月20日對上海盜隊時連兩場分別投出一安打（7局下破功）和無安打的完封勝，這兩場比賽他合計只被打出一支一壘安打、投出一次四壞、投出一次觸身，總共讓三個人上壘，合計三振了26名打者。
由於近年強調投手分工以及合理用球數，很少有球隊會願意讓投手在非必要的情況下連續完投兩場，若要超過這項紀錄，甚至要連三場才行。最近已經出現一些傷病史比較豐富的投手在無安打或是完全比賽還沒破功時就因為用球數過高被換下場的情況。要挑戰這項紀錄，除了實力和運氣，還得經過教練的允許才行。

### 生涯7次無安打

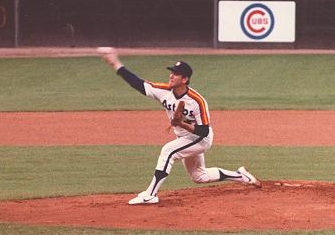
大聯盟生涯累積最多無安打的投手諾蘭·萊恩

由諾蘭·萊恩在1966-1993年所創下，次高紀錄是山迪·柯法斯的4場無安打。除了上述前兩位，沒有任何一位投手投出超過4場無安打以上的紀錄。Larry Corcoran、賽·揚、鮑伯·費勒與賈斯丁·韋蘭德投出過3次無安打比賽。截至2019年，僅5位現役投手投出超過2次無安打，分別為荷馬·貝利、麥斯·薛澤、麥克·菲爾斯、 傑克·艾瑞亞特和賈斯丁·韋蘭德。2010年代，大聯盟一共出現40場無安打。

### 生涯5714次三振
由諾蘭·萊恩在1966-1993年所創下，這項紀錄還包含了6次單季300K和15次單季200K，兩項數據皆為大聯盟歷史上最多。若要達成此紀錄，一個球員至少連續25年投出單季225K才能達到5,625次三振；連23季投出單季250K才有5,750次三振，而萊恩長達27年的生涯平均每年還能有212次三振，他最後單季送出200K時已經高達44歲。生涯累計三振的次高紀錄是「巨怪」藍迪·強森，他在22年職棒生涯累計有4875次三振，還差了萊恩839次。而強森在他生涯也有6次單季300K和13次單季200K，其中單季300K的次數和萊恩並列史上最多，單季200K的次數也僅次於萊恩。單季300K次數第三高的紀錄則僅有3次，由席林、柯法斯、基弗、魯西等四人保持。
2002年後，只有2015年的克萊頓·克蕭、2017年的克里斯·塞爾、2018年的麥斯·薛澤與2019年的格里特·柯爾與賈斯丁·韋蘭德達成過單季300次以上的三振，每個人也都只達成這一次。
截至2024球季結束，目前現役的大聯盟三振王是生涯累積3416次三振的韋蘭德，稍稍領先在老虎隊和大都會隊和他當過兩次隊友的薛澤（3407次三振），而第三名的格林基還不到3000次，而前三人都是超過40歲的超老將了（格林基並未宣布退休，但2024年沒有在大聯盟出賽）。第四名的克蕭是現役球員中達到2000次三振時最年輕的，但他自30歲之後就因健康問題而不曾單季200K過，就算他現在開始每季又能投出200K，也必須要能維持到42歲才能完成4000K，這只能讓他排在史上第五名。

### 生涯2795次保送
由諾蘭·萊恩在1966-1993年所創下，次高紀錄是史提夫·卡爾頓的1833次，連萊恩的三分之二都不到。若要達成此紀錄，需要連續20年單季140次保送，以先發單季出賽35場左右，平均單場就要投出4個保送，換句話說是每兩局就要投出超過一次保送，這個頻率超過2022年大聯盟平均的1.5倍，一般來說大聯盟很難讓有此成績的球員持續出賽。以大聯盟在2022年平均的K/BB比2.75為對照，假設一個投手要能穩定在大聯盟出賽至少要有2的K/BB比，那當這名投手達成2795次保送時，他也已經幾乎要追上史上最多三振的紀錄了。
若有投手想要「追求」這項紀錄，那他必須在一直保送人的同時維持著高三振率和非常非常低的被打擊率才有可能在大聯盟待上足夠長的時間，而萊恩恰好符合上述每個條件：他雖然一直投出保送，但他正好也是史上每九局被安打數最低的投手（6.6支安打/9局），配上高三振能力，讓他能夠阻止那些被他保送的人輕鬆回來得分，最後他生涯的防禦率是3.19。
截至2024年球季結束，現役球員還沒有任何人生涯超過1,000次保送，現役投手最多保送的保持人為賈斯丁·韋蘭德，而他目前也才投出952次保送而已。

### 生涯652次救援成功
由馬里安諾·李維拉在1995-2013年所創下，次高紀錄是崔佛·霍夫曼，為601次救援成功。扣除前兩位，最高紀錄是李·史密斯的478次救援成功。若要達成李維拉的成就，至少要連16季奪下40次救援成功，才有640次救援成功。截至2022年球季止，現役最多救援成功者是克雷格·金布雷爾，目前累積394次救援成功。
李維拉整個大聯盟生涯都待在洋基隊，而90到00年代的洋基是當代戰績最好的球隊之一，所以他能有遠比一般球隊守護神還多的救援機會。再來由於近年對於投手使用有越來越保護的趨勢，如果不是太危急的狀況的話現在的球隊多半會盡量避免讓同一個人連續出賽，兩項因素都讓挑戰這個紀錄的難度提升許多。

### 單季投球局數680局
由Will White在1879年所創下，該年他還創下單季完投75場的紀錄(當年投手丘到本壘板距離為45英尺)。1893年之後，投手丘和本壘板的距離增為60英尺，在此之後，單季投最多局數者是阿莫斯·魯西的482局。1908年。名人堂投手艾德·沃爾許投了464局拿了40勝，成為最後一位單季投球局數超過400局的球員（也是最後一個單季40勝）。至於活球年代的紀錄則是由Wilbur Wood保持，他在1972年投了376.2局。
1979年，菲爾·尼可羅投出342局後，再也沒有任何投手的單季投球局數能超過White當時累積的一半，而隔年的國聯賽揚獎得主史提夫·卡爾頓則是最近一個單季300局的投手。2003年，洛伊·哈勒戴投了266局，已經是21世紀投手的單季投球局數紀錄。

### 生涯343次暴投
由Tony Mullane在1881-1894年所創下。他生涯一共投了4531.1局，丟出343次暴投。生涯暴投率高達7.56%。次高紀錄是諾蘭·萊恩的277次。
截至2023球季結束，現役球員在生涯累計最多暴投的投手是格林基和克蕭，他們兩個也不過才101次暴投，連Mullane紀錄的三分之一都不到。隨著現代投手投球局數遞減，加上控球技術進步，要打破暴投的紀錄幾乎是不太可能。

## 打擊紀錄

### 生涯4256支安打

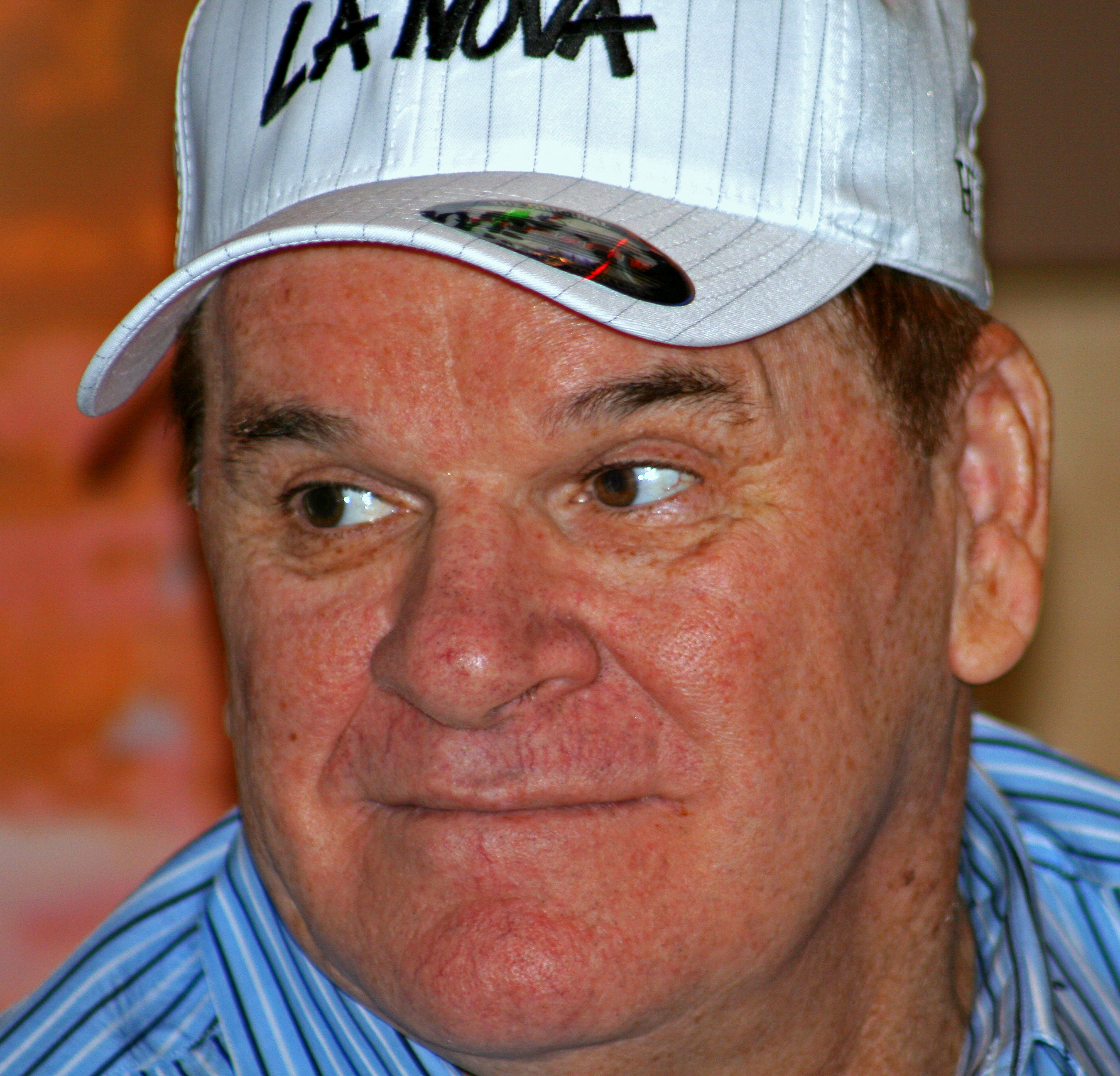
大聯盟安打王彼得·羅斯

由彼得·羅斯在1963-1986年所創下，而柯布是大聯盟史上僅有的另外一個四千安打者。自生涯安打數分別為3465支和3115支的德瑞克·基特和艾力士·羅德里奎茲陸續退休後，沒有任何一位現役球員被認為可以挑戰他的紀錄。除非一名球員可以連續17年單季敲出250支安打，或是連續21年單季敲出200支安打，否則相當難接近羅斯的紀錄。鈴木一朗雖然在2016年6月15日面對教士隊打出生涯第4257支安打，但此紀錄包含他在日職所打出的1,278支安打，因此不被算在大聯盟紀錄裡面，而他在大聯盟累積的安打數為3089支。
2024球季結束時，大聯盟現役的安打王是弗萊迪·弗里曼，他目前的累計安打數是2267，但他在2025賽季開始時已經35歲半，就算接下來都用他生涯最高的單季211支安打來趕進度，也得要打到45歲才能達標。剩下的現役球員當中，僅有以下幾名球員在滿30歲的那個球季之前累積達1400支安打，分別是荷西·奧圖維、曼尼·馬查多、麥可·楚奧特和贊德爾·柏加茲，現今大聯盟年度安打王的安打數多半在兩百上下，即使年年都照這個速度累積安打數，這其中最年輕的馬查多也要接近44歲才能達到4256安。
羅斯同時保有大聯盟史上最多的打席和打數紀錄，而他14053個打數的生涯打擊率是0.303。所有達到1500打數的現役打者中，打擊率最高的人是0.306的奧圖維，和羅斯相差不多，但奧圖維生涯才僅有7293個打數，才剛突破羅斯的一半。由於現在大聯盟風氣的轉變，強打者們多半會犧牲一點打擊率來追求更多的長打，而且對狀況正好的打者使用敬遠保送這件事也已經逐漸被接受，這兩者都讓追逐紀錄的難度更加提升。

### 單季敲出262支安打

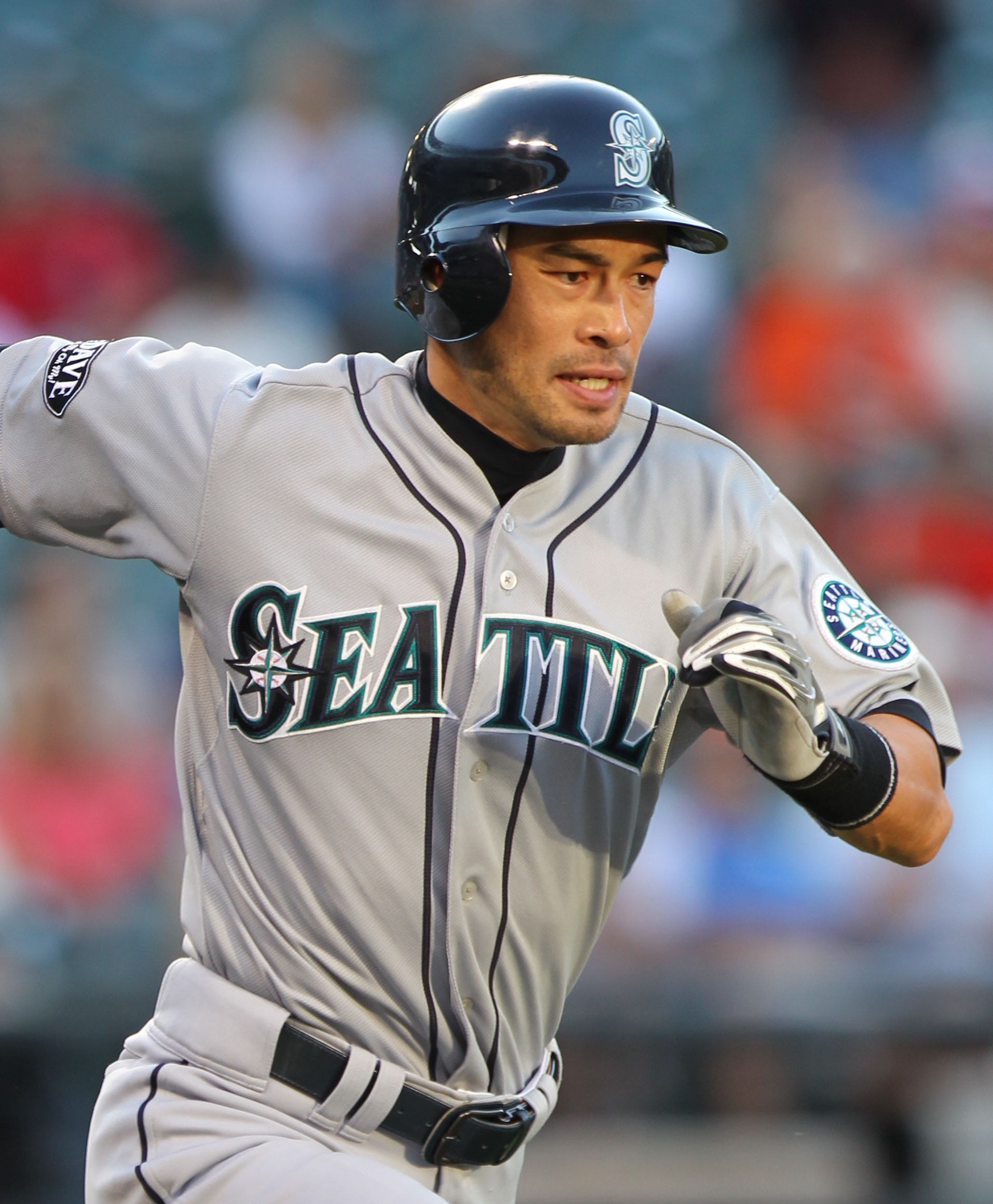
鈴木一朗挑戰大聯盟時已經27歲，但他在2004年單季敲出262支安打，至今仍是大聯盟紀錄。

由鈴木一朗在2004年所創下，前紀錄保持人是1920年的喬治·希斯勒，他那年敲出257支安打，同樣也被認為是難以打破的紀錄。鈴木一朗在2001的新人年便打出單季242支安打，打破了赤腳喬在1911年創下的新人單季最高安打數（233），也是21世紀後單季安打第二高的數字，戴林·厄斯泰在2000年敲出240支安打，則是大聯盟2000年後單季安打數的第三名。2018年，崔亞·特納的打數為664個，為大聯盟最多。但他若敲出263支安打，那麼他的打擊率將高達3成96。在現今棒球中，這個打擊率也被認為非常難以達成。
打數少也被認為是這項紀錄難以打破的因素之一，若一名打者單季擁有725個打數（這差不多是一個全勤的大聯盟前兩棒打者整年下來獲得的打席數），就算他的單季打擊率高達3成63，他也無法打破一朗的安打紀錄。

### 連續10年200安
由鈴木一朗在2001-2010年所創下，這項紀錄更難能可貴的是，一朗在加入大聯盟時已27歲，到37歲還能打出單季200安。次高紀錄者是死球年代的威利·基勒，他連續8年打出200安。2014到2017年，太空人隊的荷西·奧圖維皆擊出至少200支安打，不過2018年他僅擊出169支安打，中斷了單季連續200安的紀錄。2018年的大聯盟沒人能敲出單季200安，2019年的維特·梅利菲爾德和拉斐爾·迪佛斯有達成單季200安的成就，2020年賽季縮水成60場，自然沒有人能達成（但若單純的把所有人的安打數照場次縮放，則崔亞·特納、馬歇爾·歐祖納、荷西·阿布瑞尤三人會達到200安），而在回歸162場後的2021年（最高195）和2022年（最高199）一樣沒人達成。
另外，光是能在10個賽季打出200安就已經是大聯盟紀錄，由鈴木一朗和羅斯共同保持，第三名則是柯布，有9個賽季的安打數達到兩百。在現役選手中，僅有奧圖維和路易斯·厄萊茲有兩次以上單季兩百安的紀錄。
2023年，大聯盟進行了一系列的規則修正，包括壘包加大、內野佈陣範圍限制等等，直到2024年賽季為止，兩年間已經有四人共五人次達成單季兩百安（厄萊茲兩年都有達成），如果這些有利於喜歡打短程安打的快腿選手的規則能夠維持，這些安打數目相關的紀錄會稍微比較有可能被挑戰。

### 生涯309支三壘安打
由山姆·克勞佛在1899-1916年（他在1917年仍有出賽，但那年沒有打出三壘安打）所創下，這項紀錄還包含了5次單季20支三壘安打以及17次單季10支三壘安打。次高紀錄保持人是泰·柯布，為295支，柯布生涯同樣有17個賽季的三壘安打達到二位數。現役球員若要挑戰此紀錄，若以單季平均15支三壘安打來看要打20年。以前大聯盟的場地不僅不規則，面積還相當寬闊，因此打出三壘安打是很容易的事。但由於一百年來，球場已經經過多次整修，因此現在要打出三壘安打非常困難。活球年代後，由斯坦·穆休累積的177支三壘安打為大聯盟最多，他生涯僅有八個賽季達到10支三壘安打。
隨著查理·布萊克蒙和凱文·基爾邁爾在2024年底一同退休，目前累積55支三壘安打的史達林·馬提是現役選手中累積最多三壘安打的人，而他在2025賽季開始時已經超過36歲了。一般大聯盟球員生涯大約20年，也就是說如果沒有人能夠多次單季敲出15支三壘安打，否則克勞佛的紀錄相當難撼動，而大聯盟上次單季15支三壘安打的人是2015年的艾迪·羅薩里奧（剛好15支），2015年還正好是他的新人年，但他從2016年至今累計還不到15支，他也是唯一單季打出過15支三壘安打的現役選手。

### 單季36支三壘安打
由Chief Wilson在1912年所創下，大聯盟史上只有3個人達成單季30支以上的三壘安打，另外兩位是1886年的Dave Orr和1894年的Heinie Reitz，皆為單季31支三壘安打。在Wilson之後，大聯盟的單季最高紀錄由兩人共同保持：1914年的山姆·克勞佛和1925年的凱凱·開勒，皆為單季26支三壘安打，而赤腳喬在1912年同樣也打了26支三壘安打。
近50年來，只有6位球員達成單季20支三壘安打的紀錄：分別為喬治·布列特（1979年20支）、Willie Wilson（1985年21支）、Lance Johnson（1996年21支）、Cristian Guzmán（2000年20支）、柯蒂斯·格蘭德森（2007年23支）和吉米·羅林斯（2007年20支），而格蘭德森已經是二戰後的單季最高紀錄保持人。現役球員單季最多三壘安打的保持人是羅薩里奧，他在2015年打出15支三壘安打，但這連紀錄的一半都不到。

### 單場比賽敲出4支全壘打
截至2025年7月，只有20名球員在單一比賽中敲出4支全壘打，其中有三個人的第四支全壘打是在延長賽打出來的，但即使不把他們三位扣掉，這個人數仍然比投出完全比賽的投手還少。若要挑戰五響炮，一名球員不僅要單場獲得5次打擊機會，而且每次都要維持良好的打擊狀態，才有可能單場敲出5支全壘打。由於現在規則跟棒球風氣的演變，一個打者一旦在單場比賽多次擊出長打，就很有可能要整晚面臨連續的敬遠保送。至今單場打出過四次全壘打的打者之中，僅有盧·賈里格和麦克·喀麦隆兩人在擊出第四轟之後仍能有打擊機會（AB），然而兩人最後雙雙打出了警戒區的牆前飛球遭到接殺。
若能單場比賽打出五支全壘打，也能夠刷新單場比賽的最高壘打數（目前的紀錄是19，由兩人共同保持：單場打出四支全壘打的尚恩·格林在同一天晚上還分別擊出一壘安打跟二壘安打各一支，而2025年7月25日時Nick Kurtz以和格林一樣的六支安打追平）以及追平單場最多長打數這兩個大聯盟紀錄（目前的紀錄是5：由包含前面提到的格林和Kurtz在內的14位打者共同保持）。

### 單局2支滿貫全壘打
由費爾南多·塔提斯在1999年所創下，而苦主都是朴贊浩。大聯盟只有12位球員單場打出2支滿貫全壘打，而單局打出2轟過的選手共有59位（其中5個人曾兩次完成）。一位球員需要單局打出3支滿貫全壘打才能破此紀錄，但這紀錄還需要隊友的配合，隊友們不僅得連續上壘，還要讓一個人每次站上打擊區都要在滿壘情況下，且都得擊出全壘打，這甚至還需要對手願意和一個單局兩轟的打者對決第三次而不使用敬遠保送才能做到。單局8分打點也是目前的大聯盟紀錄，艾力士·羅德里奎茲在2009年10月4日的單局7分打點排在第二：他在同一局打出了滿貫砲和三分砲各一支。
大聯盟史上還沒有任何一位球員單場打出3支滿貫砲，也沒有人曾經單局3轟（1930年的小聯盟球員Gene Rye曾達成此成就，不過他在大聯盟的41個打席裡沒有任何全壘打）。大聯盟史上單局打出三支安打的選手合計只有五個（1900年後僅有兩位），遠比投出過完全比賽或單場四轟的選手要少得多，更別說是單局3轟、甚至是單局3支滿貫砲了。

### 生涯打擊率3成67
由泰·柯布在1905-1928年所創下，這項紀錄還包含了3次單季打擊率4成和9次單季打擊率3成80。他還11次榮登大聯盟打擊王，次高紀錄是羅傑·霍斯比的3成58。柯布跟霍斯比的紀錄有一部份是在死球年代所完成，活球年代後則以泰德·威廉斯的3成44打擊率為最高紀錄。湯尼·關恩是近代最接近此紀錄的人，他的打擊率是3成38。
截至2022球季結束，累計達3000打席的現役球員之中，目前生涯打擊率最高的球員是米格爾·卡布瑞拉，打擊率3成08，他和柯布一樣長期效力於底特律老虎隊。事實上，在這個時間點沒有任何一個現役球員曾經在生涯的任何一個球季打擊率達到3成67，最後一個單季打擊率3成67的選手是鈴木一朗，他在2004年的時候以3成72打擊率打出破紀錄的262支安打。

### 單季打擊率4成40
由Hugh Duffy在1894年所創下，同時這也是國聯最高紀錄，美聯最高紀錄是1901年的納普·拉傑威的4成26，活球年代開始，以1924年羅傑·霍斯比的4成24為最高紀錄。1941年，泰德·威廉斯打出了單季4成06的成績，他也成為最後一位單季打擊率超過4成的球員。1994年，在Duffy締造紀錄的百年後，「教士先生」湯尼·關恩以3成94的打擊率進逼4成大關，可惜該年因罷工事件影響，球季限縮，最後無緣突破4成打擊率。
泰德·威廉斯在1941年的倒數第五場至倒數第三場比賽中遭遇小低潮，三場11打數2安打，打擊率跌破四成。那時他的全季成績是448打數179安打，打擊率0.39955，依照大聯盟的登記方式會四捨五入為0.400，此時大家（包含總教練克羅寧）便勸他不要再出賽，但他在最後一天對上費城運動家的雙重賽依舊出賽，並回穩繳出8打數6安打的成績，最終打擊率為0.40570，成為史上最年輕也是最後的四成打者。他在當年還繳出了創大聯盟紀錄的0.553上壘率，這個紀錄直到2002年和2004年才兩度被貝瑞·邦茲打破（若不計黑人聯盟明星球員喬許·吉布森在1943年的0.560），不過邦茲後來陷入禁藥風波。
2010年的喬許·漢米爾頓繳出3成59的打擊率，之後大聯盟一度有十幾年不曾再出現單季繳出3成50以上打擊率的球員（2020的縮水賽季中，索托和勒馬修兩人亦有達成3成50打擊率）。直到2023賽季，大聯盟對於守備布陣提出了一些限制規則，讓聯盟打擊率有所提升，馬林魚隊的二壘手厄萊茲繳出了現役選手中在完整賽季最高的單季3成54打擊率，也成為史上第一個連兩年分別在國聯和美聯拿下打擊王的選手，不過距離4成40仍然還有很大的差距。

### 單季191分打點
由哈克·威爾森在1930年所創下，他生涯12年累計的244轟有56轟是在那一年打出來的，56轟也是很長一段時間的國聯紀錄，直到1998年才被打破。沒多久盧·賈里格（1931年，185分，這也是至今的美聯最高紀錄）和漢克·格林伯格（1937年，184分）兩人便打出非常接近此紀錄的成績，但在此之後就沒有任何打者單季打點高於180分。
21世紀以來，單季最高打點的前三名紀錄是索薩在2001年創下的160分、以及羅德里奎茲2007年的156分和特哈達2004年的150分，但他們三人後來全都陷入禁藥風波。2024年賽季，紐約洋基的外野手賈吉打出了大聯盟史上右打者最高的單季OPS+（223，原本紀錄保持人是1924年的霍恩斯比），並打出現役球員最高的單季144分打點。要挑戰這項紀錄，不僅要有頂尖的打擊實力，還需要前面棒次的隊友持續上壘才行。

### 生涯上壘率4成82
由泰德·威廉斯在1939-1960年所創下，他生涯有12個球季成為美聯上壘率王。他除了是最後一位單季打擊率超過4成的打者之外，他還獲得了6次美聯打擊王、2次三冠王以及2次美聯MVP。他生涯打出521支全壘打，打擊率3成44，上壘率第二高是貝比·魯斯的4成74。近代最接近此紀錄的人是貝瑞·邦茲，上壘率4成44，他在2004年的6成09上壘率也是最後一次有球員在完整賽季的上壘率達到4成82。
在2023球季結束時的現役球員中，上壘率最高者是胡安·索托，他在這個時間點的上壘率是4成21，而索托生涯僅有2020一個球季的上壘率達到4成82。實際上，自從8次達成單季上壘率4成82的威廉斯（魯斯有9次達成）退休以來，單季達到4成82上壘率的人次合計才剛好只有8次：諾姆·凱許（1961年，他日後承認他該季使用不合規定的球棒）、米奇·曼托（1962年，打席數僅有剛剛好符合聯盟標準的502）、法蘭克·湯瑪斯（1994年，僅有不到120場的縮水賽季，不過他該季的打席數是比曼托1962年還更多的517，這個數字就算是在完整賽季也能達標）、邦茲（2001年~2004年，涉入禁藥風波）、索托（2020年，僅有60場的縮水賽季），顯示出這個紀錄有多麼不可思議。

### 單季165場出賽
由道奇隊的毛利·威爾斯於1962年創下。該年他162場比賽全勤出賽，後來球季結束時，道奇與巨人的戰績相同，因此兩隊又進行了3戰2勝的系列加賽：巨人第一場打爆了柯法斯後輕鬆獲勝、道奇在第二場的打擊大混戰中靠著菲爾利的再見高飛犧牲打扳平戰局、第三場巨人在八局打完還落後兩分，但靠著道奇牛棚最後一局奉送四個保送再加上暴投失誤各一次，拿下四分逆轉，取得世界大賽門票。而威爾斯在這3場加賽中全都有上場（13打數4安打，另有一次保送），當時大聯盟將這3場比賽列在例行賽內，而不是季後賽，所以威爾斯達成了空前絕後的單季165場出賽。
2018年球季，國聯也出現了中區小熊與釀酒人、西區道奇與洛磯的戰績相同的狀況。不過大聯盟採取1戰定勝負的方式決定分區龍頭，這也代表3戰2勝的系列加賽將不復見。
2022年球季，大聯盟已經取消加賽制度。當時國聯東區的大都會和勇士都拿下101勝61敗，但最終他們是以例行賽對戰結果來分出種子順位高低。意即若要滿足加賽條件，不僅是要兩隊戰績相同，還必須要有很多隊伍彼此之間滿足特定的對戰結果才有可能進行加賽。

### 連續2,632場出賽
由小卡爾·瑞普肯在1982-1998年所創下，前紀錄保持人是「鐵馬」盧·賈里格的2,130場，第三高是艾佛瑞特·史考特，出賽1,307場，連瑞普肯紀錄的一半都不到，歷史上只有7位球員連續出賽超過1,000場。要打破此紀錄，每季打滿162場，且連續打16年，才能到達2,592場，假設賽季場數不變，則一個球員至少需要連續15年全勤才有可能打破這項紀錄。目前現役選手中，個人保有的最高全勤賽季數也才不過3個，而這不到十個人之中，唯一連三個賽季全勤的人是梅利菲爾德，而他這三個連續全勤的賽季包含了2020的縮水賽季，而且他的全勤紀錄已經在2022球季中斷。
事實上，光是2632場出賽就足以在大聯盟排進前40名。要挑戰這項紀錄的話，過人的實力和超乎想像的耐戰力都是不可或缺的。

### 連續56場安打
由喬·迪馬喬在1941年所創下，在這56場比賽中，他打出91支安打。該年他單季打擊率「僅有」3成57，還輸給泰德·威廉斯的4成06（這也是大聯盟史上最近一次的四割男）不少，不過憑藉連56場安打的紀錄，他成功在年底的MVP票選擊敗了打擊率和全壘打雙冠王的威廉斯。最接近此紀錄者是威利·凱勒，他在1896和1897連續2個球季打出了連續45場安打。大聯盟史上只有出現6次連續40場以上安打，最近一次是1978年彼得·羅斯的連續44場安打。即使是一個打擊率四成的打者，若他在每一場比賽獲得四次打擊機會，則他在任意一場敲出至少一支安打的的機率是87.04%，而連56場安打（威廉斯當年最長的連續安打場次只有23）的機率大約是1/2400，而大聯盟已經超過80年沒有出現四割男；若是一個打擊率3成57的打者，同樣條件下連56場安打的機率是1/36000，然而即便標準放低，上一個打擊率超過3成57的打者也已經是2010年的漢米爾頓（雖然勒馬修在2020縮水賽季中有3成64的打擊率，但他當年甚至沒有達到56場出賽）。故這項紀錄被號稱是大聯盟史上最難打破的紀錄，大聯盟史上至今仍然沒有第二人可以達成連續50場以上打出安打的紀錄。

### 美聯投手生涯37支全壘打
由Wes Ferrell所創下，他在1941年在勇士打出第38轟，只是是以代打身分擊出，次高紀錄是鮑伯·雷蒙的35轟，接著是瑞德·拉芬的34轟，再來是Earl Wilson的33轟。Wes Ferrell在1935年拿下美聯勝投王，還在175個打席中繳出了0.960的OPS，他生涯17個球季打出326支安打，208分打點，打擊率2成80，OPS達到0.796，標準化後的OPS+剛好100，意即他在他整個生涯中的打擊表現跟同年代的平均打者相同，以一個投手的標準來看這是非常難能可貴的成績，被認為是史上打擊最強的投手。就連拿過大聯盟史上最多的五次投手銀棒獎的麥克·漢普頓，其生涯的OPS+也不過67，累計16轟（而且全都是效力國聯球隊時打出來的）還不到Wes Ferrell的一半。美聯自1973年引進指定打擊紀錄後，投手可以打擊的機會就變少了，自2022年開始國聯也使用指定打擊，這讓美聯投手連作客國聯球場時的打擊機會都沒了，因此這項紀錄也被認為可能無法打破。
2018年，日本職棒以投打二刀流聞名的選手大谷翔平加盟美聯的天使隊。雖然他未滿30歲便已有兩次單季40轟的成績，但他的全壘打幾乎都是以指定打擊身分擊出：在2023年賽季結束時他生涯累計有171轟，但其中只有9轟是在他投球時打出來的，而這已經是現役投手在美聯球隊效力期間最多轟的紀錄了。由於大谷已經在2024賽季轉戰國聯的道奇隊，這個紀錄在短時間內不會向上推進。現役最多轟的投手是19轟的邦加納（尚未宣布退休，不過2023年被響尾蛇釋出後都沒有加盟任何球隊），但他生涯沒有離開過國聯，而且在國聯引進指定打擊制度之後他再也不曾打擊過了。

### 生涯512次犧牲觸擊
由艾迪·柯林斯所創下，柯林斯的職棒生涯長達25年。目前犧牲觸擊排名第二多的Jake Daubert還未達400次（392次）。在1920年死球年代結束後，大聯盟球員開始往飛球革命發展，犧牲觸擊的戰術使用也愈來愈少。作者麥可·路易斯所寫的《魔球》一書是一本著名的賽伯計量學指南，但他在書中卻給犧牲觸擊冠上邪惡的標籤。
在1993年~2010年這段期間，大聯盟球隊在0出局一壘有人的得分期望值是0.941，而1出局二壘有人的時候期望值會下降到0.721，在經歷了一次成功的觸擊後反而幾乎剩下原本的四分之三。在大部分的情況下，觸擊雖然會少量提升在這個半局至少得到一分的機率，但對於得分期望值的下降幅度卻更為顯著，尤其對柯林斯這種生涯上壘率突破四成二的上壘機器（史上達3000打席的打者中能排進前15名了）來說，認真打擊的效益要比觸擊高的多了。大聯盟近年來最常使用犧牲觸擊的多半是投手，因為投手（或者是捕手、游擊手這類守備組球員）的打擊能力沒有其他打者好，因此常常被教練團賦予犧牲觸擊推進跑者的任務，除此之外，多半是膠著的比賽末段才會使用觸擊。但就如同前一節所提到的，大聯盟的球團和球員打算停用投手打擊制，改成全面指定打擊制，這也代表未來遇到犧牲觸擊的戰術執行將愈來愈少見。目前大聯盟現役的犧牲觸擊王為投手克萊頓·克蕭，他目前累積110次犧牲觸擊，但這也只排在大聯盟史上第325名。

### 單季130次盜壘成功、單季42次盜壘失敗
兩者皆是由瑞奇·韓德森在1982年所創下，超越了布羅克在1974年的118次盜壘成功以及柯布在1915年的38次盜壘失敗。21世紀以來沒有任何一個人單季嘗試盜壘達130次，只有三個人達成過單季70次盜壘，胡安·皮埃爾在2010年的68次盜壘則是最後一次有球員達到此紀錄的一半。2018年球季以來，沒有任何一位球員單季嘗試盜壘的次數比當年韓德森的1/3還多。莫里特在1982年有41次盜壘成功，排在全大聯盟第10，而這個數字在2022年會是全大聯盟的盜壘王。而整個21世紀以來，一個球員單季盜壘失敗次數最多的人則是2004年的皮埃爾，但他該年24次失敗連韓德森紀錄的六成都不到。
盜壘的效益和犧牲觸擊一樣可以用賽伯計量學去分析。舉例來說，在2010到2015年這段期間，0出局一壘有人的得分期望值是0.859、0出局二壘有人的得分期望值是1.100、1出局無人在壘的得分期望值是0.254，若一個半局的首名打者站上一壘且該名跑者的盜二壘成功率是70%，則讓他進行一次盜壘後的得分期望值會變成1.100*70%+0.254*30%=0.8462，比起0.859來說是小幅下降的。實際上是否採取盜壘戰術還要看投捕的習慣、擺出盜壘架式對投手的心理干擾、甚至是比賽局勢之類的一些額外因素，而綜合大部分情況來看，一個跑者至少要有75%的盜壘成功率（要注意的是75%這個數字是估計值，而且是浮動的，如果球隊打擊能力很好，對於盜壘成功率門檻要求就要提高；反之球隊打擊能力很差的話，則應該允許更低成功率的跑者嘗試盜壘）才應該考慮起跑，而韓德森該年的盜壘成功率是75.6%（生涯平均則有80.8%）。
飛球革命開始以來，打者打擊率下滑但打出長打頻率變高，在1982年大聯盟平均打擊率是0.261，平均每15個打席會出現一支長打，而2022年的平均打擊率是0.243，但每13個打席就有一支長打。一般來說，對於會猶豫是否盜壘的跑者（換句話說是盜壘成功率大概就在75%附近的跑者，若高出夠多則大膽起跑即可，反之若是成功率低於七成則根本不該嘗試盜壘）來說，如果打者打出一壘安打，那跑者身處一壘或二壘很可能影響到這一球能不能得分；但如果打者打出長打，那這些跑者即使站在一壘通常也能輕鬆回來得分，因此近年的大聯盟球隊並不那麼鼓勵跑者嘗試盜壘。也因此，近年來會被允許大量嘗試盜壘的跑者多半都有八成以上的成功率，在大聯盟球隊對於各項統計數據的了解逐漸完備的現在，單季42次盜壘失敗可能是比130次盜壘成功更難達成的紀錄。
2012年，比利·漢米爾頓曾在小聯盟締造單季155次盜壘成功的紀錄，但是他升上大聯盟後從來沒有達成過單季60盜以上。其實漢米爾頓截至2022年為止的的生涯盜壘成功率還稍高於韓德森，但他不到三成的生涯上壘率使他無法跟韓德森這種史上最知名的選保送大師一較高下。截至2022球季結束，現役球員單季最高盜壘次數的保持人是史特蘭吉-高登，在2014年單季64盜，剛好不到韓德森的一半，他另外在2017年創下大聯盟目前最近一次的單季60盜；而單季盜壘失敗最多次的現役球員則是漢米爾頓，在2014年失敗23次。

### 生涯1406次盜壘
由瑞奇·韓德森在1979-2003年所創下。這項紀錄還包含了3次單季100盜、13次單季50盜以及拿下12次聯盟盜壘王，第二高紀錄是盧·布羅克的938次。在2000到2009年之間，聯盟盜壘王的平均盜壘數是64次，即使以這個速度也必須連續維持22年才能追上這個紀錄。現役最高紀錄是迪伊·史特蘭吉-高登的336次，總盜壘數也才不到韓德森的4分之1。。

### 生涯54次盜本壘
這項紀錄是由泰·柯布所創下，他的跑壘風格相當大膽，也因此創下這個難能可貴的紀錄。但現今棒球的戰術改變，加上盜本壘的難度不低，因此這項紀錄也非常難打破。排在第二名的麥克斯·卡瑞只有33次，而二戰後的最佳紀錄是傑基·羅賓森的19次和羅德·卡魯的17次，這差不多是柯布紀錄的三分之一而已。自從10次盜本壘成功的保羅·莫里特在1998年退休後，至今沒有下一位球員有生涯累計10次以上盜本壘成功的紀錄。

## 防守紀錄

### 單季外野50次助殺
由Orator Shafer於1879年所創下。1900年後的最高紀錄為1930年由查克·克萊因所創下的44次。1936年，Gene Moore創下單季36次助殺的紀錄後，便沒有任何外野手能有比他再高的紀錄。2011年，皇家隊的艾力士·古登成為最後一個單季送出20次助殺的外野手。
現役外野手的單季最高助殺數目則是19次，在2023年由落磯隊的Nolan Jones創下。

### 生涯449次助殺
由特里斯·史畢克於1907-1928年所創下。二戰之後，就沒有任何一位球員的助殺數能超過300次，這段時期最高紀錄是羅伯托·克萊門特的266次。
至2024球季結束，現役外野手最多累計助殺的紀錄才106次，由史達林·馬提保持，他花了13個球季才達到這個數字。

## 其他紀錄

### 生涯25次入選明星賽、24次明星賽出賽、21個賽季入選明星賽
由漢克·阿倫在1954~1976年所創下，其中1959~1962四年間，每年舉辦兩次明星賽，他在這8場明星賽皆有入選。1976年後，打滿25個球季的人只有瑞奇·韓德森和傑米·莫耶，前者入選10次，後者僅入選1次。若僅考慮入選明星賽的賽季數目，仍然以漢克·阿倫21個賽季入選為最多，他生涯23個球季僅第一年和最後一年沒有入選明星賽。
大聯盟史上入選明星賽達20次的選手們全都是名人堂巨星：漢克·阿倫、威利·梅斯（24次）、斯坦·穆休（24次）、米奇·曼托（20次），其中漢克·阿倫還是MVP獎盃最少的那一個。四人的職業生涯都橫跨1959~1962這四年，而剩下三人也毫不意外在這八場比賽全數入選。而漢克阿倫在1962年明星賽第一戰並沒有出賽，所以上述四人中的前三人共同保持著24場明星賽出賽的大聯盟紀錄。
這四年間沒有打過球的選手之中，入選明星賽最多次的人是小瑞普肯，其21年職業生涯共19次入選，但其職業生涯的長度也才剛好和漢克阿倫入選明星賽的年數一樣多。現役入選明星賽最多次數者是米格爾·卡布瑞拉的12次，目前他打了20個球季，而且已經宣布2023球季後退休，確定不可能打破這項紀錄，而現役次高者為麥可·楚奧特的10次，無論是25次或21年入選都還有很長的距離。
要挑戰這項紀錄，必須一出道就能有亮眼表現並長期維持，而且幾乎不能因傷病缺賽才有可能達成。另外，目前史上入選明星賽達到15季以上的球員中，只有羅斯生涯待過的隊伍達到三隊或更多（其中博覽會也只待了半年），而他24年的生涯仍然有長達18個完整球季效力於紅人，而上面提到入選明星賽達20次的四位球員中，阿倫、梅斯和穆休都曾在一支隊伍待了超過20年，曼托18年職業生涯也只效力過洋基隊。若一個明星球員能夠長期待在一支隊伍，即使偶爾表現不佳仍然有可能靠著當地球迷的力挺下入選；反之若一個球員不斷轉隊，那就得一直拿出漂亮的成績來說服新的球迷投票給他。

### 生涯執教3731勝、3948敗、執教7755場
由Connie Mack所創下，他從1894年開始執教直到1950年退休。約翰·麥格勞執教2,763勝是史上執教勝場數次多，托尼·拉·魯薩執教5,097場和2,365敗是史上執教場次和敗場數次高。現役教練中，特里·弗蘭克納的3076場、1667勝和1409敗是目前最接近紀錄的人。

### 單季134敗
由1899年的克里夫蘭蜘蛛隊所創下，另外他們在客場輸了101場也是大聯盟紀錄，他們單季勝率僅1成34。以現今大聯盟各隊強度差距來看，這項紀錄幾乎是無法打破的。美聯創立後，最慘紀錄是1916年的費城運動家隊，單季僅36勝117敗，近代最慘紀錄是2024年的芝加哥白襪，單季41勝121敗。

### 生涯執法5460場
由Joe West於1976~2021年創下，裁判的職業生涯長度取決於許多因素，要在如此長的時間內保持健康並持續執法超過5000場比賽，需要極其出色的身體素質和對工作的熱愛。就算是5000場執法，大聯盟史上也僅有3人達成，這項紀錄在未來恐怕也很難被超越。

## 外部連結
- Marks That Will Never Be Broken （页面存档备份，存于） by Baseball Almanac